# Vì sao đưa anh tới
Vì sao đưa anh tới (tiếng Triều Tiên: 별에서 온 그대; Romaja quốc ngữ: Byeor-eseo on geudae; tiếng Anh: My love from the star) là một bộ phim truyền hình Hàn Quốc ra mắt vào năm 2013 với sự tham gia của Kim Soo-hyun, Jun Ji-hyun, Park Hae-jin và Yoo In-na. Bộ phim kể về một người ngoài hành tinh tới Trái Đất trong triều đại Joseon và đem lòng yêu một nữ diễn viên hàng đầu trong thế kỷ 21. Phim được phát sóng trên kênh SBS từ ngày 18 tháng 12 năm 2013 đến ngày 27 tháng 2 năm 2014 thứ Tư và thứ Năm lúc 21:55 cho 21 tập phim. Công ty sản xuất quyết định mở rộng 20 tập phim ban đầu với một tập phim theo nhu cầu từ người xem.
Bộ phim đánh dấu sự trở lại màn ảnh nhỏ của Jun Ji-hyun (còn gọi là Gianna Jun) sau 14 năm, người đã từng làm việc cùng Kim Soo Hyun trong bộ phim điện ảnh bom tấn The Thieves.

## Nội dung
Do Min-joon là một người ngoài hành tinh tới Trái Đất năm 1609 vào triều đại Joseon. Khi anh cố gắng giúp một cô gái trẻ-mối tình đầu của anh, Yi-hwa, trốn thoát trong một vụ ám sát, anh đã bỏ lỡ chuyến đi trở lại hành tinh của mình và bị mắc kẹt trên Trái Đất trong bốn thế kỷ tiếp theo. Anh sở hữu một ngoại hình gần như hoàn hảo, luôn tăng cường khả năng thể chất bao gồm tầm nhìn, nghe và tốc độ cùng với thái độ hoài nghi và cái nhìn mệt mỏi về con người. Theo thời gian, Min-joon phải tạo một chứng minh mới mỗi 10 năm vì vẻ ngoài không bao giờ già của anh.
Ở thời hiện đại, anh làm việc với tư cách là một giáo sư đại học và phát hiện ra rằng sẽ có một sao chổi sắp đến trong ba tháng tới, có nghĩa là anh sẽ có thể quay trở lại hành tinh quê hương của mình. Trong khi đó, anh tình cờ gặp nữ diễn viên nổi tiếng Cheon Song-yi, ngôi sao Hallyu hàng đầu tại Hàn Quốc, khi cô chuyển đến sống bên cạnh căn hộ cao cấp của anh và cũng là học viên lớp học của anh ở trường đại học. Song-yi là một cô gái không gây được thiện cảm, thích nhận được sự chú ý, một người đã trở thành một ngôi sao hàng đầu từ thời niên thiếu và không học được cách để sống một cuộc sống bình thường. Min-joon phát hiện ra rằng Song-yi trông giống như cô gái trẻ mà anh đã yêu trong thời đại Joseon. Anh cố gắng để giữ cho mình cách xa cô vì anh cần phải rời khỏi Trái Đất nhưng cuối cùng anh lại thất bại.
Tuy nhiên, Song-yi bị vướng vào trò chơi nguy hiểm của Lee Jae-kyung, anh trai của Hwi-kyung, người đã là bạn của cô kể từ khi học trung học và đang yêu đơn phương cô ấy. Khi Jae-kyung cố gắng giữ cho Song-yi im lặng, Min-joon nhận ra mình đã từng cứu mạng cô ấy nhiều lần và hiển nhiên hai người họ đã yêu nhau. Nhưng Jae-kyung hóa ra là nhiều nguy hiểm hơn Min-joon nghĩ và lạ thay anh cũng bị mất khả năng kiểm soát siêu năng lực của mình một cách bí ẩn, làm cho người bạn tâm giao và duy nhất của mình, Luật sư Jang lo lắng về cuộc sống của anh và việc quay trở lại không gian.

## Diễn viên
- Jun Ji-hyun vai Cheon Song-Yi (lồng tiếng Việt: Thanh Hồng)
- Kim Soo Hyun vai Do Min-Joon (lồng tiếng Việt: Tiến Đạt)
- Park Hae Jin vai Lee Hwi-Kyung (lồng tiếng Việt: Tuấn Anh)
- Yoo In Na vai Yoo Se-mi (lồng tiếng Việt: Ngọc Quyên)

### Diễn viên phụ
- Na Young-hee vai Yang Mi-yeon (mẹ của Song-yi) (lồng tiếng Việt: Thùy Tiên)
- Eom Hyo-seok vai Cheon Min-goo (ba của Song-yi) (lồng tiếng Việt: Kiêm Tiến)
- Ahn Jae-hyun vai Cheon Yoon-jae (em trai của Song-yi) (lồng tiếng Việt: Hoàng Khuyết)
- Hong Jin-kyung vai Hong Hae-in/Ok-cha (chủ cửa hàng truyện tranh) (lồng tiếng Việt: Kim Phước)
- Kim Chang-wan vai Jang Young-mok (bạn của Min-joon) (lồng tiếng Việt: Trần Vũ)
- Shin Sung-rok vai Lee Jae-kyung (anh trai của Hwi-kyung) (lồng tiếng Việt: Trí Luân)
- Lee Jung-gil vai Lee Beom-joong (ba của Hwi-kyung) (lồng tiếng Việt: Bá Nghị)
- Lee Il-hwa vai Han Sun-young (mẹ của Sae-mi) (lồng tiếng Việt: Hoài Thương)
- Oh Sang-jin vai Yoo-seok (anh của Sae-mi) (lồng tiếng Việt: Quang Tuyên)
- Jo Hee-bong vai Chủ tịch Ahn (chủ sở hữu công ty giải trí Song-yi) (lồng tiếng Việt: Tấn Phong)
- Jo Seung-hyun vai Lee Hwi-kyung lúc nhỏ
- Kim Hyeon-soo vai Cheon Song-yi lúc nhỏ
- Kim Hye-won vai Yoo Se-mi lúc nhỏ

### Khách mời
- Yoo In-young vai Han Yoo Ra (tập 2) (lồng tiếng Việt: Kim Phước)
- Yoo Jun-sang vai Mr. Yoo (tập 2)
- Serri vai Nữ diễn viên 1 (tập 3)
- Subin vai Nữ diễn viên 2 (tập 3)
- Park Jeong-ah vai Noh Seo-young (tập 4)
- Son Eun-seo vai Kisaeng (tập 4)
- Bae Suzy (MissA) vai Go Hye-mi (tập 17)
- Dara (2NE1) vai nữ diễn viên xuất sắc 1 (tập 21-cảnh cuối: thảm đỏ)

## Nhạc phim
| Phần 1: | Phần 1:      | Phần 1: | Phần 1:    |
| STT     | Nhan đề      | Ca sĩ   | Thời lượng |
| ------- | ------------ | ------- | ---------- |
| 1.      | "My Destiny" | Lyn     | 3:53       |

| Phần 2: | Phần 2:       | Phần 2: | Phần 2:    |
| STT     | Nhan đề       | Ca sĩ   | Thời lượng |
| ------- | ------------- | ------- | ---------- |
| 1.      | "Like a Star" | K.Will  | 3:30       |

| Phần 3: | Phần 3:                 | Phần 3: | Phần 3:    |
| STT     | Nhan đề                 | Ca sĩ   | Thời lượng |
| ------- | ----------------------- | ------- | ---------- |
| 1.      | "My Love from the Star" | Younha  | 3:19       |

| Phần 4: | Phần 4:          | Phần 4: | Phần 4:    |
| STT     | Nhan đề          | Ca sĩ   | Thời lượng |
| ------- | ---------------- | ------- | ---------- |
| 1.      | "Hello, Goodbye" | Hyorin  | 3:35       |

| Phần 5: | Phần 5:      | Phần 5: | Phần 5:    |
| STT     | Nhan đề      | Ca sĩ   | Thời lượng |
| ------- | ------------ | ------- | ---------- |
| 1.      | "I Love You" | JUST    | 4:00       |

| Phần 6: | Phần 6:            | Phần 6: | Phần 6:    |
| STT     | Nhan đề            | Ca sĩ   | Thời lượng |
| ------- | ------------------ | ------- | ---------- |
| 1.      | "Tears Like Today" | Huh Gak | 3:45       |

| Phần 7: | Phần 7:                 | Phần 7:       | Phần 7:    |
| STT     | Nhan đề                 | Ca sĩ         | Thời lượng |
| ------- | ----------------------- | ------------- | ---------- |
| 1.      | "Every Moment of Yours" | Sung Si-kyung | 4:00       |

| Phần 8: | Phần 8:                  | Phần 8:      | Phần 8:    |
| STT     | Nhan đề                  | Ca sĩ        | Thời lượng |
| ------- | ------------------------ | ------------ | ---------- |
| 1.      | "In Front of Your House" | Kim Soo-hyun | 3:41       |

## Rating
Ở bảng đánh giá sau, con số màu xanh biểu thị cho lượt xếp hạng thấp và con số màu đỏ biểu thị cho lượt xếp hạng cao. Tập 14 đã có trước chương trình TV Tết. Một tập đặc biệt A 70-phút được phát sóng vào 7 tháng 2 lúc 23:20 KST với tiêu đề "You Who Came from the Stars: the Beginning", tóm tắt lại từ tập 1 đến tập 15.
| Tập #      | Ngày chiếu tại Hàn Quốc | Thị phần khán giả bình quân | Thị phần khán giả bình quân | Thị phần khán giả bình quân | Thị phần khán giả bình quân |
| Tập #      | Ngày chiếu tại Hàn Quốc | TNmS Ratings                | TNmS Ratings                | AGB Nielsen                 | AGB Nielsen                 |
| Tập #      | Ngày chiếu tại Hàn Quốc | Toàn quốc                   | Vùng thủ đô Seoul           | Toàn quốc                   | Vùng thủ đô Seoul           |
| ---------- | ----------------------- | --------------------------- | --------------------------- | --------------------------- | --------------------------- |
| 1          | 18 tháng 12 năm 2013    | 15.5%                       | 19.1%                       | 15.6%                       | 17.0%                       |
| 2          | 19 tháng 12 năm 2013    | 15.9%                       | 18.5%                       | 18.3%                       | 20.5%                       |
| 3          | 25 tháng 12 năm 2013    | 17.2%                       | 20.4%                       | 19.4%                       | 21.0%                       |
| 4          | 26 tháng 12 năm 2013    | 18.4%                       | 20.8%                       | 20.1%                       | 22.1%                       |
| 5          | 1 tháng 1 năm 2014      | 21%                         | 24.8%                       | 22.3%                       | 25.3%                       |
| 6          | 2 tháng 1 năm 2014      | 22.8%                       | 28.2%                       | 24.6%                       | 27.8%                       |
| 7          | 8 tháng 1 năm 2014      | 22.1%                       | 27%                         | 24.1%                       | 26.6%                       |
| 8          | 9 tháng 1 năm 2014      | 22.9%                       | 29.1%                       | 24.4%                       | 27.4%                       |
| 9          | 15 tháng 1 năm 2014     | 21.8%                       | 26.2%                       | 23.1%                       | 25.4%                       |
| 10         | 16 tháng 1 năm 2014     | 22.7%                       | 28.3%                       | 24.4%                       | 27.1%                       |
| 11         | 22 tháng 1 năm 2014     | 23.3%                       | 28.1%                       | 24.5%                       | 26.8%                       |
| 12         | 23 tháng 1 năm 2014     | 24.6%                       | 29%                         | 26.4%                       | 28.2%                       |
| 13         | 29 tháng 1 năm 2014     | 24.3%                       | 27.5%                       | 24.8%                       | 26.1%                       |
| 14         | 5 tháng 2 năm 2014      | 25.1%                       | 30.7%                       | 25.7%                       | 27.8%                       |
| 15         | 6 tháng 2 năm 2014      | 24.5%                       | 28.7%                       | 25.9%                       | 27.7%                       |
| 16         | 12 tháng 2 năm 2014     | 23.3%                       | 28.0%                       | 25.7%                       | 28.1%                       |
| 17         | 13 tháng 2 năm 2014     | 25.6%                       | 29.8%                       | 27.0%                       | 29.5%                       |
| 18         | 19 tháng 2 năm 2014     | 25.9%                       | 30.8%                       | 27.4%                       | 29.9%                       |
| 19         | 20 tháng 2 năm 2014     | 26.0%                       | 29.9%                       | 26.7%                       | 29.1%                       |
| 20         | 26 tháng 2 năm 2014     | 24.5%                       | 29.3%                       | 26.0%                       | 28.0%                       |
| 21         | 27 tháng 2 năm 2014     | 28.1%                       | 33.2%                       | 28.1%                       | 29.6%                       |
| Trung bình | Trung bình              | 22.6%                       | 27.0%                       | 24.0%                       | 26.2%                       |
| Đặc biệt   | 7 tháng 2 năm 2014      | 8.2%                        | 9.4%                        | 10.0%                       | 11.5%                       |

### Bảng xếp hạng
| 2013                                                                            | "My Destiny" (Lyn)                      | 2  | 2 | - Hàn (DL): 830,865+ | Phần 1 |
| 2014                                                                            | "Like a Star" (K.Will)                  | 5  | 1 | - KOR (DL): 571,234+ | Phần 2 |
| 2014                                                                            | "My Love from the Star" (Younha)        | 15 | 9 | - Hàn (DL): 354,157+ | Phần 3 |
| 2014                                                                            | "Hello" (Hyorin)                        | 1  | 1 | - Hàn (DL): 735,684+ | Phần 4 |
| 2014                                                                            | "I Love You" (JUST)                     | 29 | 7 | - Hàn (DL): 166,329+ | Phần 5 |
| 2014                                                                            | "Tears Like Today" (Huh Gak)            | 2  | 2 | - Hàn (DL): 406,472+ | Phần 6 |
| 2014                                                                            | "Every Moment of You" (Sung Si-kyung)   | 2  | 2 | - Hàn (DL): 429,522+ | Phần 7 |
| 2014                                                                            | "In Front of Your House" (Kim Soo-hyun) | 4  | — | - Hàn (DL): 172,630+ | Phần 8 |
| "—" biểu thị không có trong bảng xếp hạng hoặc không phát hành tại khu vực này. |                                         |    |   |                      |        |

## Phát sóng quốc tế
| Quốc gia             | Kênh                             |
| -------------------- | -------------------------------- |
| Brunei               | ONE TV ASIA                      |
| Singapore            | ONE TV ASIA MediaCorp Channel U  |
| Malaysia             | ONE TV ASIA 8TV (Malaysia)       |
| Indonesia            | ONE TV ASIA RCTI                 |
| Hồng Kông            | TVB Drama 1                      |
| Nhật Bản             | NHK General TV NHK World Premium |
| Myanmar              | Myanmar Television               |
| Philippines          | GMA Network                      |
| Đài Loan             | China Television                 |
| Thái Lan             | Channel 7                        |
| Việt Nam             | HTV3 (TVM Corp.)                 |
| Campuchia            | Hangmeas HD TV                   |
| Tamil Nadu           | Puthuyugam TV                    |
| Sri Lanka            | Sirasa TV                        |
| Israel               | Viva Platina                     |
| România              | Euforia TV                       |
| Kurdistan thuộc Iraq | WAAR TV HD                       |
| Hoa Kỳ               | DramaFever Sky Link TV           |
| Brasil               | Netflix                          |
| Kazakhstan           | NTK                              |

## Phiên bản làm lại
Phiên bản Philippines được phát sóng vào năm 2017 trên đài GMA Network, với sự tham gia của Jennylyn Mercado và Gil Cuerva. Bộ phim tạo nên sự thành công lớn và là một trong những bộ phim Philippines làm lại từ phim Hàn Quốc hay nhất, sở hữu tỷ suất người xem 11.1% theo kết quả đo lường của AGB Nielsen Media Research Philippines. Năm 2020, TodayTV mua bản quyền bộ phim và phát sóng lúc 20 giờ từ thứ hai đến thứ bảy từ ngày 18 tháng 5 năm 2020.
Phiên bản Thái Lan với sự hợp tác Broadcast Thai Television Co., Ltd. và kênh Channel 3 (CH3) sản xuất, với sự tham gia của Nadech Kugimiya và Peeranee Kongthai, sẽ phát sóng vào ngày 17 tháng 9 năm 2019. Bộ phim đã hoàn tất việc quay phim vào ngày 31 tháng 1, dự kiến sẽ lên sóng trong tháng 5/2019 sau khi hoàn thành quá trình chỉnh sửa đồ họa và máy tính. Tuy nhiên, bộ phim tiếp tục bị rời lịch chiếu vì lý do cần thêm thời gian để phía bên Trung Quốc chỉnh sửa bản dịch, bộ phim sẽ được chiếu song song cả ở Thái và Trung. Đây là bộ phim mà CH3 lần đầu tiên remake phim của xứ sở Kim Chi. Tuy nhiên bộ phim thất bại về mặt rating chưa tới con số 2 và một phần là scandal của nữ chính Matt. Phim được phụ đề trên T-Zone Kites.
Tại Việt Nam, hai đạo diễn Bảo Nhân và Nam Cito vừa xác nhận sẽ cầm trịch dự án Vì sao đưa anh tới phiên bản Việt. Dự án được Việt hóa dựa trên phiên bản gốc đình đám của Hàn Quốc và được BHD mua bản quyền sản xuất ở Việt Nam. Bộ phim dự kiến khởi quay vào tháng 3 năm 2018 và chiếu online miễn phí. Tuy nhiên cho tới hiện tại chưa có thông tin nào về phiên bản Việt.